# Skånska inteckningsaktiebolaget

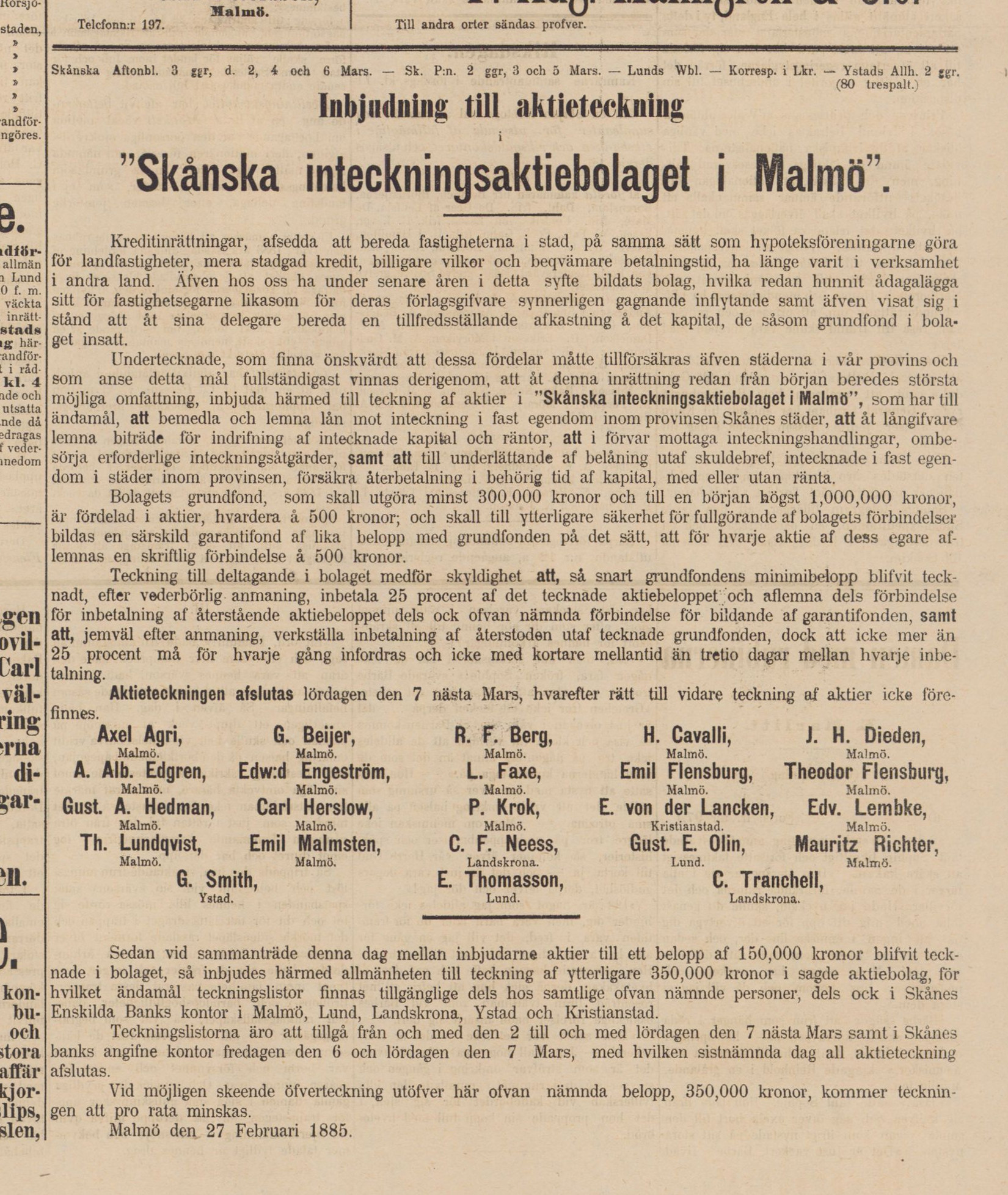
Inbjudan till aktieteckning från mars 1885 med företagets grundare.

Skånska inteckningsaktiebolaget var en kreditanstalt i Malmö.
Företaget bildades 1885 för att lämna lån mot inteckning av fastigheter i skånska städer. Sådana inrättningar fanns sedan tidigare i Stockholm och Göteborg, men grundarna ansåg att skånska städer inte fick sina kapitalbehov tillfredsställt.
Bolaget förvärvades av Sparbankernas inteckningsaktiebolag (Spintab) 1957.